# Frank Gatski
Frank Gatski (* 18. März 1922 in Farmington, West Virginia; † 22. November 2005 in Morgantown, West Virginia), Spitzname: „Gunner“, war ein US-amerikanischer American-Football-Spieler in der National Football League (NFL). Er spielte als Center bei den Cleveland Browns und den Detroit Lions.

## Jugend
Frank Gatski wurde als Sohn eines Bergmannes in einer Bergarbeitersiedlung geboren. Sein Vater starb später bei einem Minenunglück. Er spielte vier Jahre lang American Football an der Highschool. Nach seinem Schulabschluss arbeitete er zunächst als Bergmann. Bereits in seiner Heimat wurde Gatski als High-School-Footballspieler zu einer lokalen Legende. Sam Huff, der seine Schule zehn Jahre nach ihm besuchte, bezeichnete ihn später als sein großes Vorbild.

## Spielerlaufbahn

### Collegekarriere
Ein Jahr nach seinem Schulabschluss erhielt Gatski vom Marshall College die Einladung zu einem Probetraining. Gatski konnte bei dem Training erst bei den Fitnesstests überzeugen und wurde in die Footballmannschaft aufgenommen. Da er keine finanziellen Mittel für ein Studium hatte, bot ihm das College eine bezahlte Beschäftigung auf dem Campus an. Aufgrund seines Wehrdienstes in der United States Army musste Gatski sein Studium unterbrechen, setzte dieses aber nach Ende des Zweiten Weltkrieges an der Auburn University fort. Auch bei den „Auburn Tigers“ spielte Gatski Football und wurde aufgrund seiner sportlichen Leistungen 1945 von seinem College ausgezeichnet.

### Profikarriere
Im Jahr 1944 wurde die All-America Football Conference (AAFC) als Konkurrenzliga zur NFL gegründet. Ein Team der AAFC waren die Cleveland Browns. Die Liga nahm zwei Jahre später den Spielbetrieb auf. Trainer der Mannschaft war Paul Brown. Ein Assistenztrainer von Brown wurde von einem ehemaligen Kommilitonen von Gatski auf diesen aufmerksam gemacht. Frank Gatski wurde zu einem Probetraining eingeladen, konnte allerdings erneut erst im Fitnesstest überzeugen und wurde von den Browns verpflichtet. Gatski wurde in seinem Rookiejahr als Linebacker und in der Offense hinter Mike Scarry als Center eingesetzt. Im Jahr 1947 gelang es ihm Scarry von der Position des Starters auf der Centerposition zu verdrängen. Die Offensive Line der Browns mit Spielern wie Ed Ulinski, Lou Groza oder Mike McCormack entwickelte sich in den nächsten Jahren zur Besten der Liga.

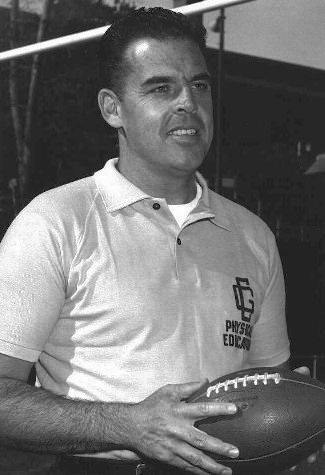
Otto Graham

Gatski hatte die Aufgabe seinem Quarterback Otto Graham Passwürfe auf die Wide Receiver Mac Speedie und Dante Lavelli zu ermöglichen, sowie dem Runningback Marion Motley den Weg in die gegnerische Endzone frei zu blocken.
Die Browns waren das dominierende Team in der Liga. Paul Brown gelang es die Mannschaft 1946 in das AAFC Endspiel zu führen. Die Browns konnten das Spiel gegen die New York Yankees mit 14:9 gewinnen. 1947 gewann Gatski mit den Browns seinen zweiten Meistertitel. Erneut waren die Yankees der Endspielgegner. Sie mussten sich diesmal mit 3:14 geschlagen geben.
Im folgenden Jahr blieb Gatski mit seinem Team in der regular Season ungeschlagen, was den erneuten Einzug in das Meisterschaftsspiel mit sich brachte. Beim 49:7-Sieg der Mannschaft aus Cleveland über die Buffalo Bills waren diese weitgehend chancenlos. 1949 gewann die Mannschaft aus Cleveland auch den letzten AAFC-Meistertitel. Das Spiel gegen die San Francisco 49ers wurde mit 21:7 gewonnen.
Nach der Saison 1949 musste die AAFC den Spielbetrieb einstellen. Die Cleveland Browns wurden in die NFL aufgenommen. Der Siegeszug der Mannschaft setzte sich auch in der NFL fort. Bereits im ersten Saisonspiel 1950 machten die Browns deutlich, dass sie auch in der NFL bestehen können. Sie schlugen den amtierenden NFL-Meister Philadelphia Eagles deutlich mit 35:10. Am Ende der Saison gewann Gatski seinen fünften Titel. Gegner im NFL-Endspiel waren die Los Angeles Rams. Bis zum Beginn des vierten Spielabschnitts waren die Rams, die von ihrem Trainer Joe Stydahar sehr gut auf das Spiel vorbereitet worden waren, ein absolut gleichwertiger Gegner. Erst im letzten Spielabschnitt konnten die Browns das Spiel für sich entscheidend. Graham warf mit Hilfe seiner Offensive Line bei dem 30:28-Sieg vier Touchdownpässe. In den nächsten drei Jahren scheiterte Gatski mit seinen Browns jeweils im Endspiel, 1951 an den Rams und 1952 und 1953 an den Detroit Lions, 1954 und 1955 gewann Gatski seinen zweiten und dritten NFL-Titel. 1954 mussten die Detroit Lions eine deutliche 10:54-Niederlage hinnehmen. 1955 schlugen die Browns die Rams mit 38:14.
Vor der Saison 1957 wechselte Gatski zu den Detroit Lions. Mit seinem neuen Team gewann er seine insgesamt achte Meisterschaft. Die Lions spielten im NFL-Endspiel ausgerechnet gegen die Cleveland Browns und gewannen überlegen mit 59:14. Nach der Saison 1957 beendete Gatski seine Spielerlaufbahn. Während seiner Spielzeit an der Highschool, am College und in den Profiligen verpasste er keines der Spiele seiner Mannschaften.

## Nach der Laufbahn
Nach seiner Spielerlaufbahn wurde Gatski Sportdirektor und Trainer an einer staatlichen Jungenschule. Er arbeitete zudem zeitweise als Scout für die Boston Patriots. Frank Gatski starb an Herzversagen und ist auf dem West Virginia National Cemetery in Grafton beerdigt.

## Ehrungen
Frank Gatski spielte 1955 im Pro Bowl, der Abschlussspiel der besten Spieler einer Saison. Er wurde fünfmal zum All-Pro gewählt. Er ist Mitglied in Pro Football Hall of Fame, in der National Polish-American Sports Hall of Fame, in der Marshall University Athletic Hall of Fame und in der West Virginia Sportswriters Hall of Fame. Seine Trikotnummer wird am Marshall College nicht mehr vergeben. Im Jahr 2006 wurde die East End Bridge in „Frank Gatski Memorial Bridge“ umbenannt.